# Pasang Lhamu Sherpa
Pasang Lhamu Sherpa (em nepali: पासाङ ल्हामु शेर्पा) (nascida em 1961, em Surke - falecida em 1993, no Monte Everest) é uma alpinista nepalesa, lembrada por ser a primeira mulher de seu país a chegar ao cume do Monte Everest. Mas ela faleceu na descida.

## Vida pregressa
Pasang Lhamu Sherpa nasceu na aldeia de Surke, não muito longe de Lukla, no distrito de Solukhumbu, em 10 de dezembro de 1961. Embora ela fizesse parte de uma família de alpinistas e carregadores e tivesse gostado de se dedicar aos negócios da família, na época as mulheres xerpas serviam apenas para cuidar dos afazeres domésticos e da família. Enquanto seus irmãos iam para a escola, Pasang não recebia educação escolar e deveria se casar com um homem escolhido por sua família.
Em vez disso, por volta de 1979, ele recusou o casamento arranjado e deixou a aldeia para se casar com Lhakpa Sonam Sherpa, com quem mais tarde teve três filhos. O casal abriu uma empresa de trekking, chamada Thamserku Trekking, que trabalhava principalmente com alpinistas ocidentais e Pasang pôde seguir sua paixão pelo montanhismo.

## Carreira
Ela escalou o Mont Blanc, ponto mais alto da Europa, tornando-se a primeira mulher nepalesa a fazê-lo, e os picos da Cordilheira dos Himalaias: Pico Yala, Pico Pisang e Cho Oyu, mas seu sonho passou a ser escalar o Monte Everest. Antes de 1993, de fato, 16 mulheres de diferentes países conseguiram conquistar o pico mais alto do mundo, mas entre elas não havia nenhuma nepalesa.
Em 1990, juntou-se à expedição francesa liderada por Marc Batard, que também incluía Christine Janin. A expedição alcançou o cume do Everest em 5 de outubro de 1990, tornando Christine Janin a primeira francesa a conseguir o feito, mas, obedecendo às ordens de Batard, Pasang Lhamu Sherpa parou em uma altitude menor.
No outono de 1991, Pasang, seu marido e alguns outros xerpas organizaram sua própria expedição para tentar chegar ao cume, mas tiveram que desistir a algumas dezenas de metros do final devido a uma nevasca repentina. Um destino semelhante aconteceu com uma terceira tentativa organizada no ano seguinte.

## Conquista do Everest e morte
Em abril de 1993, foi organizada uma nova expedição totalmente nepalesa, que incluía Pasang Lhamu Sherpa, Sonam Tshering Sherpa (que já havia alcançado o cume em 5 ocasiões anteriores), Lhakpa Norbu Sherpa, Pemba Dorje Sherpa e Dawa Tashi Sherpa. A expedição foi seguida com apreensão pelo país, pois, se bem-sucedida, Pasang se tornaria uma heroína para o Nepal e um símbolo para as mulheres nepalesas realizarem seus sonhos.
Na manhã de 22 de abril de 1993, o grupo alcançou o cume do Everest e Pasang Lhamu Sherpa tornou-se a primeira mulher nepalesa a conquistar os 8.842 metros.
Durante a descida, Sonam Tshering passou mal e Pasang decidiu ficar com ele, enquanto Pemba Dorje e Lhakpa Norbu desciam até o acampamento-base para pegar tanques de oxigênio. Contudo, uma nevasca repentina os impediu de retornar até seus companheiros. O mau tempo durou dias, impossibilitando o resgate e os dois alpinistas morreram na montanha.

## Reconhecimentos
O corpo de Pasang Lhamu Sherpa foi encontrado apenas 18 dias depois, em 10 de maio de 1993, durante uma expedição que também incluiu Vladas Vitkauskas, que naquela mesma ocasião se tornou o primeiro montanhista lituano a conquistar o Monte Everest.
Seu funeral foi assistido por milhares de pessoas e, mais tarde, Pasang Lhamu Sherpa recebeu vários prêmios do governo do país:
- Ela foi a primeira mulher a receber a "Estrela do Nepal".
- Ela foi a primeira mulher a ser nomeada Herói Nacional do Nepal, ou "Rastriya Bibhuti".
- Selos postais foram emitidos em sua imagem.
- Uma estátua dela em tamanho real segurando uma bandeira nepalesa foi erguida no bairro de Chuchepati em Catmandu (capital do Nepal), não muito longe de Boudhanath (estupa budista em Catmandu, Nepal).
- O pico Jasemba de 7.350 metros foi renomeado como Pico Pasang.
- Eescolas e estradas receberam seu nome.
- Um memorial a ela foi construído no município de Dhalabari, no distrito de Jhapa.
- Uma variedade de trigo recebeu seu nome.
- Ela se tornou uma inspiração para alpinistas e meninas nepalesas.

Em 2017, a diretora Nancy Svendsen começou a trabalhar em um documentário intitulado The Glass Ceiling (Teto de vidro), que conta a história de Pasang Lhamu Sherpa.